# Susan Anton
Susan Ellen Anton (12 ottobre 1950) è un'attrice e cantante statunitense.
È stata eletta Miss California nel 1969.

## Filmografia parziale

### Cinema
- Goldengirl - La ragazza d'oro (Goldengirl), regia di Joseph Sargent (1979)
- La corsa più pazza d'America n. 2 (Cannonball Run II), regia di Hal Needham (1984)
- Cercasi l'uomo giusto (Making Mr. Right), regia di Susan Seidelman (1987)

### Televisione
- Hollywood Squares (1978)
- Stop Susan Williams – serie TV, 11 episodi (1979)
- La signora in giallo (Murder, She Wrote) – serie TV, episodi 3x05-6x05 (1986-1989)
- Baywatch – serie TV, 13 episodi (1992-1994)
- Law & Order - Unità vittime speciali (Law & Order: Special Victims Unit) – serie TV, episodio 11x18 (2010)
- Sharknado 4 (Sharknado: The 4th Awakens) (2016)

## Discografia
- 2001 - One Night